# Королюк Олекса

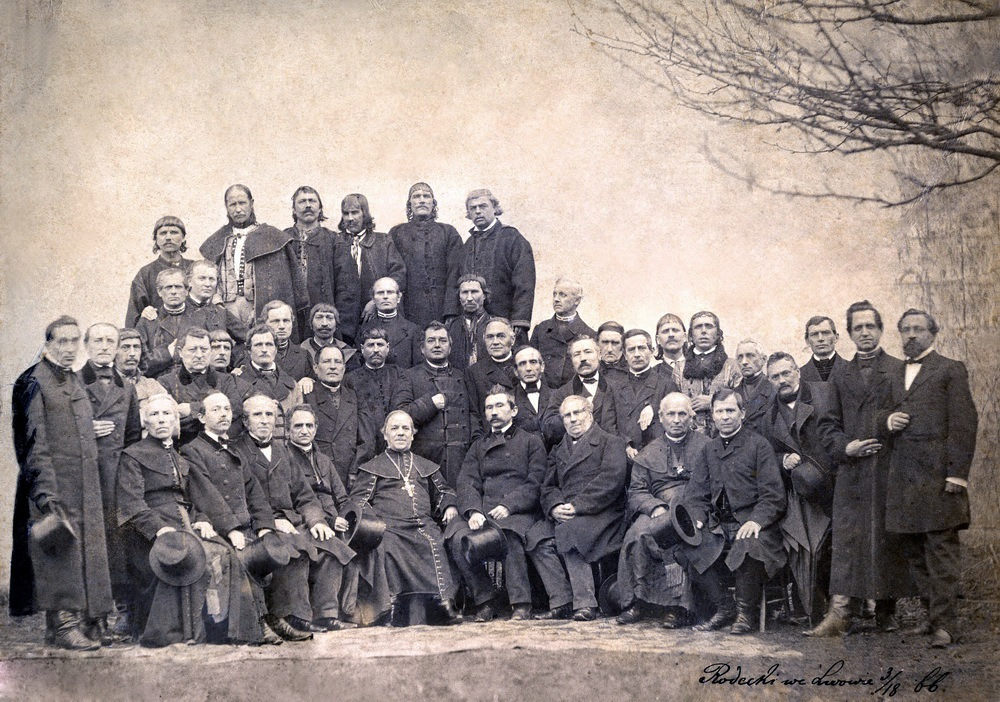
О.Королюк, 2-й ряд, 5-й зліва

Олекса Королюк — селянин з Побережжя (тепер Галицький район, Івано-Франківщина), посол на Галицький сейм у 1861—1869 роках. Обраний в окрузі Станиславів — Галич двічі поспіль — на виборах 1861 і 1867 років; входив до складу «Руського клубу». 1868 р. говорив під час сесії: «Дали нам юж трошки… свободу, але треба уважати, абисьмо тую свободу не придусили (вигук браво). Як буде нарід просьвічений, буде ліпше тую свободу шанувати, котрий з нас узнає, же свобода єст нам потрібна».
Депутат Станиславівської повітової ради.